# Pyrausta onythesalis
Pyrausta onythesalis là một loài bướm đêm trong họ Crambidae.